# کلائودیو جنتیله
کلائودیو جنتلیه (به ایتالیایی: Claudio Gentile) (زاده ۲۷ سپاتمبر ۱۹۵۳ در طرابلس) یک مدیر باشگاه فوتبال و مدافع سابق در دهه‌های ۱۹۷۰ - ۱۹۸۰ اهل ایتالیا است.
از باشگاه‌هایی که جنتلیه در آن ها بازی کرده‌است، می‌توان به یوونتوس، فیورنتینا، و پیاچنزا اشاره کرد. وی همچنین در تیم ملی فوتبال ایتالیا بازی کرده‌است.

## انتقال به یوونتوس
در تابستان ۱۹۷۳ خورشید بخت جنتلیه بسیار درخشنده تر از خورشیدی بود که بر ویلار پروز می‌تابید. بونیپرتی، جنتلیه را خرید تا جانشینی برای ساندرو سالوادور در یوونتوس باشد؛ و به این ترتیب سرنوشت این ستاره را رقم خورد. برای قرار گرفتن در ترکیب اصلی، کاری بسیار سخت پیش رو داشت. تا چند بازی، او به عنوان جانشین جیوسپه فورینو به زمین می‌رفت. به راستی که با حضور ثابت بازیکنان باتجربه و قدرتمندی چون مارکتی و سپینوسی و لونگوبوکو، بسیار سخت بود تا در ترکیب اصلی جایی داشته باشد.

## نخستین بازی
نخستین بازی کلائودیو به عنوان بازیکن ثابت در ۲ دسامبر ۱۹۷۳ برابر هِلاس ورونا بود (برد ۵-۱ برای یوونتوس) و وی در آن بازی به عنوان دفاع راست بازی کرد. در ماه‌های پیش رو با بازی‌های دیدنی؛ رفته رفته، خودش را در ترکیب اصلی تیم جای داد و در توانست در این فصل ۱۳ بازی در سری آ، ۷ بازی در کوپا برای یوونتوس به میدان رفت. در همین فصل بود که نخستین دربی خود را نیز تجربه کرد. در «دربی دلا موله»، برابر تورینو، مهار کلاودیو سالا به او سپرده شده بود؛ دوئلی که پس از آن بارها و بارها تکرار شد. در پایان، یوونتوس جایگاه دومی این فصل را به دست آورد. دیری نگذشت که به تیم ملی زیر۲۳ساله‌های ایتالیا نیز دعوت شد و نخستین بازی خود را در ۲۹ سپتامبر ۱۹۷۴ برابر یوگسلاوی انجام داد.

## نخستین اسکودِتو
در فصل ۷۵-۱۹۷۴ به خاطر ترکیب آنتونلو کوکورددو که در آن از دو بال دفاعی استفاده می‌شد؛ نخست در سمت چپ و پس از ورود آنتونیو کابرینی، در سمت راست قرار گرفت. این دو مدافع به همراه مدافع جوان و خوش فکر، گائتانو شیره‌آ، خط دفاعی قدرتمندی را برای یوونتوس ساختند و به قهرمانی این تیم کمک بسیاری کردند و به این ترتیب، جنتلیه نخستین اسکودتوی خود را بدست آورد. کلائودیو در این فصل ۲۹ بار در سری آ، ۶ بار در کوپا و ۹ بار در جام یوفا (یک گل در این بازی‌ها) برای یوونتوس به میدان رفت. ۲۱ ساله بود که در ۱۹ آوریل ۱۹۷۵ نخستین بازی ملی خود را در رم برابر لهستان انجام داد؛ که این بازی در پایان ۰-۰ شد.

## نیمکت نشینی تا نخستین قهرمانی اروپایی
در فصل ۷۶-۱۹۷۵ به خاطر اختلاف و درگیری‌هایی که بین او و مربی، کارلو پارولا پیش آمد؛ جایگاه خود در ترکیب اصلی را از دست داد و مارکو تاردلی جایگزین او شد. این فصل سخت برای او با ۲۲ بازی سری آ (یک گل)، ۴ بازی کوپا و ۴ بازی قهرمانی اروپا و جایگاه دومی لیگ سری آ همراه بود. سختی‌های کلائودیو به بازی‌های ملی هم کشیده شد و سال ۱۹۷۶ به خاطر ناسازگاری‌هایی که با فولویو برناردینی، مربی آن زمان ایتالیا، داشت از همهٔ اردوهای ملی کنار گذاشته شد.
ولی فصل پیش رو، برگی تازه از تاریخ برای یوونتوس و جنتلیه در آستانهٔ نگاشته شدن بود. در ۱۹۷۶ با برکناری پارولا، نیمکت یوونتوس مردی بزرگ را در خود می‌دید که آمده بود، کاری بزرگ انجام دهد. جووانی تراپاتونی با آمدنش به یوونتوس، قهرمانی جام یوفا را نیز به همراه آورد تا به این ترتیب نخستین جام اروپایی برای یوونتوس و جنتلیه بدست آید. فصلی که برای کلائودیو به یکی از برترین فصل‌های دوران بازی او تبدیل شد؛ بیشترین بازی با پیراهن یوونتوس (۴۹ بازی) که ۲۹ بار آن در سری آ (به همراه یک گل)، ۹ بار در کوپا ایتالیا و ۱۱ بار در جام یوفا بود. دومین اسکودتوی وی نیز در همین فصل بدست آمد.

## پله پله تا قهرمانی جهان
در همین فصل بود که دوباره به تیم ملی بازگشت و یکی از بازیکنان کلیدی ترکیب تیم انزو بیارزوت شد. تنها گل ملی خود را نیز در همین فصل به ثمر رساند. بازی با فنلاند در شهر هلسینکی یکی از سه گل ایتالیا را به وارد دروازهٔ فنلاند نمود. در جام جهانی ۱۹۷۸ یکی از آماده‌ترین بازیکنان ایتالیا بود و به عنوان یکی از برترین مدافعین جام شناخته شد. در آغاز جام، پیستون راست بود؛ ولی با آسیب دیدگی ماورو بلوجی، در پست دفاع آخر قرار گرفت. دوئل‌های وی با مهاجمین بزرگی چون ماریو کمپس، هانس کرانکل، جانی رپ و روبرتو دینامیتی؛ اجازهٔ گل زنی را از این مهاجمین گرفت. در بازی‌های جام ملت‌های اروپا ۱۹۸۰ بسیار خوب کار کرد و توانست دوباره خود را در زمرهٔ بزرگان فوتبال ببیند.
جام جهانی فوتبال ۱۹۸۲ جام ویژه‌ای برای او بود. به راستی که قهرمانی در این جام بزرگترین افتخار دوران بازی او بود. در این بازی‌ها کنترل دو بازیکن بزرگ به عهدهٔ او بود؛ زیکو و مارادونا که هر دوی این دوئل‌ها با درگیری همراه بود.
دوئل وی با زیکو نیز بهتر از این نبود و با تکل خشنی که از پشت روی پای این مهاجم رفت تا پاره شدن لباس زیکو و درگیری‌های پس از آن همراه بود.
در بازی با آرژانتین وی مدام با مارادونا درگیری داشت و به او ضربه می‌زد و بازی خشنی در برابر وی انجام می‌داد تا جایی که کار به پاره شدن لباس مارادونا هم رسید
دربارهٔ رفتارش در زمین با مارادونا می‌گوید: " مارادونا مهاجم بسیار تکنیکی و خوب، ولی بی ادب بود. در اون بازی تلاش می‌کرد تا با کلمه‌های نامناسبی که به من می‌گفت؛ منو تحت فشار قرار بده این درگیری‌ها در فوتبال عادیه و اون از این که نمی تونست از من عبور کن عصبی شده بود..." در ادامه این جملهٔ معروفی است که از او در این باره مانده: "فوتبال جای رقاصه‌ها نیست"
پس از پیروزی برابر لهستان به بازی پایانی راه یافتند و جنتلیه یکی از بهترین بازی‌های خود را در دوئل با پیر لیتبارسکی، مهاجم آمادهٔ آن روزهای آلمان، به نمایش گذاشت. سرانجام با سوت پایان بازی، این مدافع جنگنده، به یکی از بزرگ‌ترین دستاوردهای دوران ورزشی خود، قهرمانی جهان دست یافت.

## ده روز، دو جدایی
در ۱۶ می ۱۹۸۴ در فینال جام برندگان جام، با پیروزی ۲-۱ برابر پورتو، در اوج از یوونتوس تیمی که ۹ فصل در آن زندگی کرده بود، در آن اوج گرفته بود، قهرمانی کسب کرده بود و با کمک آن رنگ آبی پیراهن تیم ملی را دیده بود؛ جدا شد؛ و این پایان کار نبود و گویا جدایی از یوونتوس، جدایی دیگری در پی داشت. درست ۱۰ روز پس از آخرین بازی خود با پیراهن یوونتوس، یعنی در ۲۶ می ۱۹۸۴ هنگامی که ۳۰ ساله بود، در یک بازی دوستانه در تورنتو، بین ایتالیا و کانادا، باز هم با پیروزی (۲-۰)، هفتاد و یکمین بازی خود را نیز با پیراهن لاجوردی ایتالیا انجام داد و بدین گونه از بازی‌های ملی نیز خداحافظی کرد.

## ایستگاه پایان
پس از جدایی از یوونتوس، در ۳۱ سالگی به فیورنتینا رفت. سه فصلی که پیراهن بنفش را به تن کرده بود؛ از سخت‌ترین دوران بازیش بود؛ حتی شاید سخت تر از دورانی که در وارسه بود فشار از سوی هواداران به خاطر ترک یوونتوس در این سه سال بسیار او را آزار می‌داد؛ از طرفی مربی فیورنتینا، آلدو آگروپی، روی به جوان گرایی در تیم کرد و به همین دلیل به بازیکنان پرهزینه، دیگر عقیده‌ای نداشت و از همین روی سال پایانی حضور کلائودیو در فیورنتینا، چیزی جز نیمکت نشینی برایش نداشت.
پس از پایان قراردادش با این تیم، چندین ماه را بدون باشگاه گذراند تا این که در دسامبر ۱۹۸۷ تیم تازه به سری ب راه یافتهٔ پیاچنزا، جنتلیه را به بازی فراخواند. ۲۰ بازی برای این تیم به میدان رفت و به این ترتیب در ۱۹۸۸ پروندهٔ بازی‌های کلائودیو جنتلیه با ۴۴۱ بازی باشگاهی و ۷۱ بازی ملی و زدن ۱۵ گل (۱ گل ملی) به پایان رسید.

## آغاز دوران رهبری
تنها سه سال از پایان بازی‌های این اسطوره گذشته بود که یکی از اعضای هیئت مدیره ی باشگاه فوتبال لِکّو شد. بین سال‌های ۱۹۹۱ تا ۱۹۹۳ در هیئت مدیرهٔ این تیم بود و در همان دوره، یعنی مارس ۱۹۹۲، در نقش مدیر ورزشی این تیم برگزیده شد.

## افتخارات

### باشگاهی

#### رقابت ملی
- سری آ ۶

یوونتوس: ۱۹۷۴-۱۹۷۵, ۱۹۷۶-۱۹۷۷, ۱۹۷۷-۱۹۷۸, ۱۹۸۰-۱۹۸۱, ۱۹۸۱-۱۹۸۲, ۱۹۸۳-۱۹۸۴
- جام حذفی فوتبال ایتالیا ۲

یوونتوس: ۱۹۷۸-۱۹۷۹, ۱۹۸۲-۱۹۸۳

#### رقابت بین‌المللی
- لیگ اروپا ۱

یوونتوس: ۱۹۷۶-۱۹۷۷
- جام برندگان جام اروپا ۱

یوونتوس: ۱۹۸۳-۱۹۸۴

#### فردی
- ۱۱: ۱

۱۹۸۰
- All-Star Team dei: 1

۱۹۸۲

### ملی
- برنز بازی‌های المپیک تابستانی

2004 آتن